# Dania na Zimowych Igrzyskach Olimpijskich 1952
Reprezentacja Danii na Zimowych Igrzyskach Olimpijskich 1952 w stolicy Norwegii, Oslo liczyła jednego zawodnika. Był nim łyżwiarz Per Cock-Clausen. Był to drugi w historii start Danii na zimowych igrzyskach olimpijskich.

## Wyniki

### Łyżwiarstwo figurowe

#### Program solistów
| Zawodnik         | Nota    | Miejsce | Źródło |
| ---------------- | ------- | ------- | ------ |
| Per Cock-Clausen | 133,722 | 14.     | [ 1 ]  |